# Hadjiite, Burgas
Hadjiite (în bulgară Хаджиите) este un sat în comuna Karnobat, regiunea Burgas,  Bulgaria. 

## Demografie
Componența etnică a satului Hadjiite
     Romi (4,94%)
     Turci (69,96%)
     Bulgari (23,95%)
     Nicio identificare (1,14%)
La recensământul din 2011, populația satului Hadjiite era de 263 locuitori. Din punct de vedere etnic, majoritatea locuitorilor (69,96%) erau turci, existând și minorități de bulgari (23,95%) și romi (4,94%). Pentru 1,14% din locuitori nu este cunoscută apartenența etnică.